# Ryszard Domański (samorządowiec)
Ryszard Domański (ur. 1943 w Krakowie) – pułkownik Wojska Polskiego, inżynier, samorządowiec, prezydent Inowrocławia (2001–2002).

## Życiorys
Urodził się w Krakowie, w dzieciństwie przez krótki czas mieszkał z rodzicami w Markowicach koło Inowrocławia. Ukończył Szkołę Oficerską Wojsk Inżynieryjnych we Wrocławiu, następnie od 1966 do 1978 pracował jako oficer w grudziądzkim garnizonie. W międzyczasie ukończył studia: w Wojskowej Akademii Technicznej (konstrukcje budowlane) i Politechnice Poznańskiej (specjalizacja mosty). Od 1979 roku stacjonował w Inowrocławiu: początkowo jako dowódca batalionu, awansował na szefa służb technicznych. W latach 1983–1988 był dowódcą 2 Pułku Kolejowego. W międzyczasie (1985) ukończył kurs operacyjny w Leningradzie. W 1988 został specjalistą od spraw obronnych w Ministerstwie Transportu i Gospodarki Morskiej.
W styczniu 1999 powołany na stanowisko wiceprezydenta Inowrocławia. W grudniu 2001 przejął funkcję prezydenta miasta od Marcina Wnuka, wybranego do Sejmu IV kadencji. W wyborach bezpośrednich z 2002 wystartował z poparciem SLD, zyskując 39,92%, najwięcej spośród kandydatów. Druga tura przyniosła mu 48,87% poparcia i przegraną z Ryszardem Brejzą różnicą 360 głosów.

## Życie prywatne
Jego żona jest inżynierem chemikiem, ma dwójkę dzieci: syna i córkę, absolwentkę iberystyki, pracującą w MSZ.